# David Dobkin
David Dobkin (født 23. juni 1969 i Washington DC i USA) er en filminstruktør, producent og tidligere manuskriptforfatter bedst kendt for at have instrueret sin debutfilm Clay Pigeons og komediefilmene Shanghai Knights og Wedding Crashers, hvor Owen Wilson spiller hovedrollen i begge.
Dobkin gik på Walt Whitman High School i Bethesda. Han bestod fra New York University's Tisch School of the Arts i Film & Television i 1991. Han havde lanceret sin karriere seks år tidligere, som en assistent til produktionschefen på John Schlesinger's film, The Believers. Samtidig med at hans NYU-filmvidenskab, arbejdede han for Warner Bros udvikling division.
Han gift med Megan Wolpert (Dobkin), en tidligere film-og tv-skuespiller og datter af manuskriptforfatter/producenten Jay Wolpert. De fik deres første barn Jakob Ilo Dobkin ved udgangen af 2007.

## Filmografi
| År   | Film                 | Rolle                | Noter                        |
| ---- | -------------------- | -------------------- | ---------------------------- |
| 1992 | 52nd Street Serenade | Instruktør           |                              |
| 1995 | Love Street          | Instruktør           | Tv-afsnittet "Freudian Slip" |
| 1998 | Ice Cream Man        | Manuskriptforfatter  |                              |
| 1998 | Clay Pigeons         | Instruktør           |                              |
| 2003 | Shanghai Knights     | Instruktør           |                              |
| 2005 | Wedding Crashers     | Instruktør           |                              |
| 2005 | The Ropes            | Producent            |                              |
| 2007 | Mr. Woodcock         | Producer             |                              |
| 2007 | Fred Claus           | Instruktør, Producer |                              |
| 2011 | The Change-Up        | Instruktør, Producer |                              |